# 趙夢麟
趙夢麟（1558年—1603年），字季兆，號瑞明，直隸廣平府永年縣人，明朝官员。萬曆丙戌進士，官至兵部主事。

## 生平
萬曆十三年（1585年）乙酉鄉試五十四名舉人。萬曆十四年（1586年）聯捷丙戌科第三甲第五十名進士。任直隸儀真縣知縣，萬曆十六年（1588年）改吳江縣知縣，升兵部职方司主事。以宁夏哱刘之乱，二十一年贬岚县典史，居六年，稍遷本县令，移辽阳司理，改彰德府推官，卒官，年四十六。

## 家族
曾祖父趙端；祖父趙魯；父親趙應登。母崔氏；繼母張氏。

## 轶事
《萬曆野獲編》載，趙夢麟任吳江縣令時，三吳大旱，命主簿下鄉勘察旱情，主簿卻與僧人狎玩且因事勒索。趙夢麟得知，用語譏諷，當地傳為笑談。